# غيت أندرسن
غيت أندرسن هي مدربة كرة قدم ولاعبة كرة قدم دنماركية، ولدت في 28 أبريل 1977 في الدنمارك في مملكة الدنمارك. شاركت مع منتخب الدنمارك لكرة القدم للسيدات. أما مع النوادي، فقد لعبت مع نادي بروندبي.

## وصلات خارجية
- غيت أندرسن على موقع الاتحاد الدولي (مؤرشف)  (الإنجليزية)
- غيت أندرسن على موقع قاعدة بيانات كرة القدم.إي يو (الإنجليزية)
- غيت أندرسن على موقع Soccerway.com (الإنجليزية)
- غيت أندرسن على موقع عالم كرة القدم.نت (الإنجليزية)